# Triumph (motocicletas)

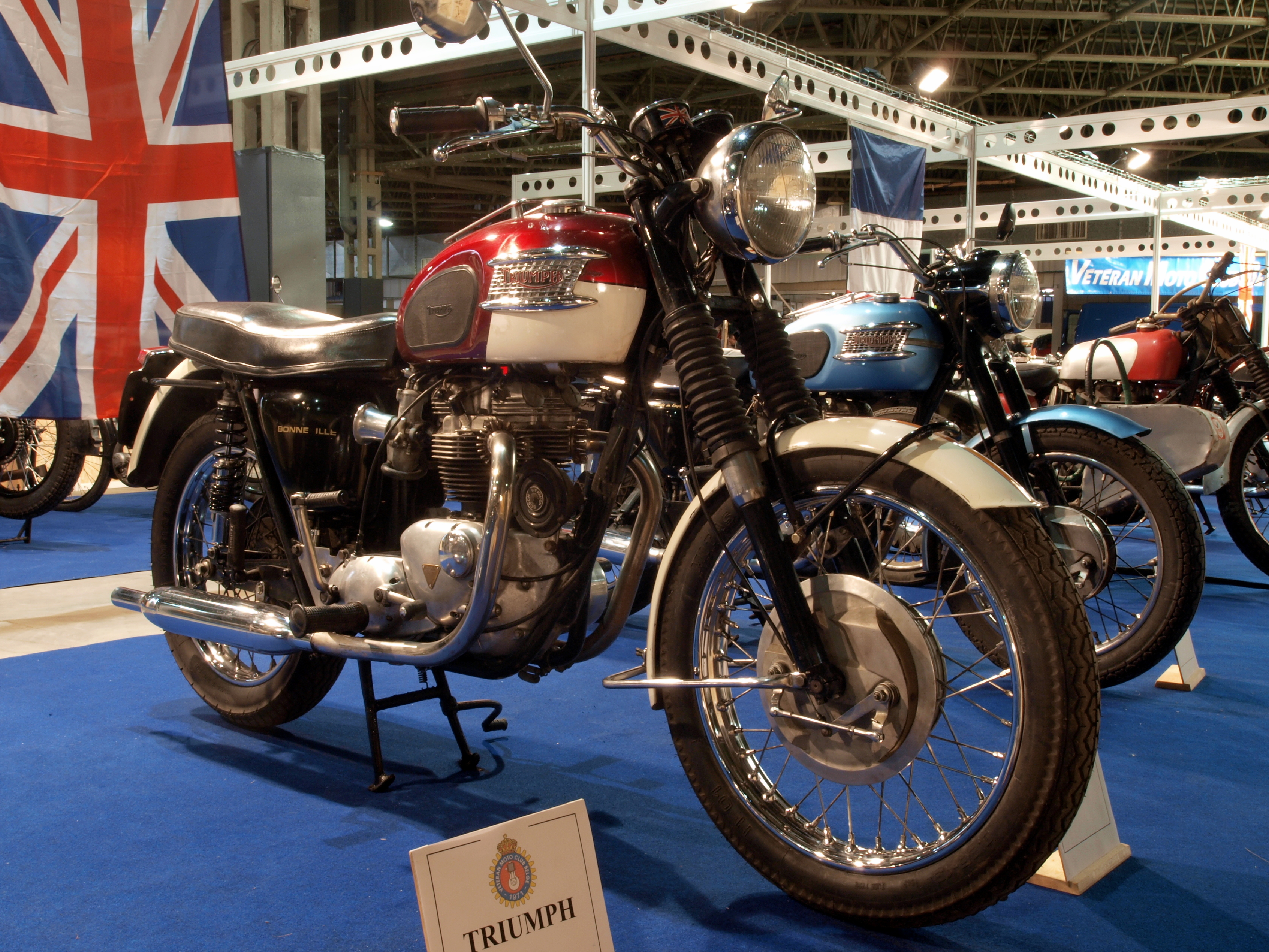
"Bonneville" 650 1964

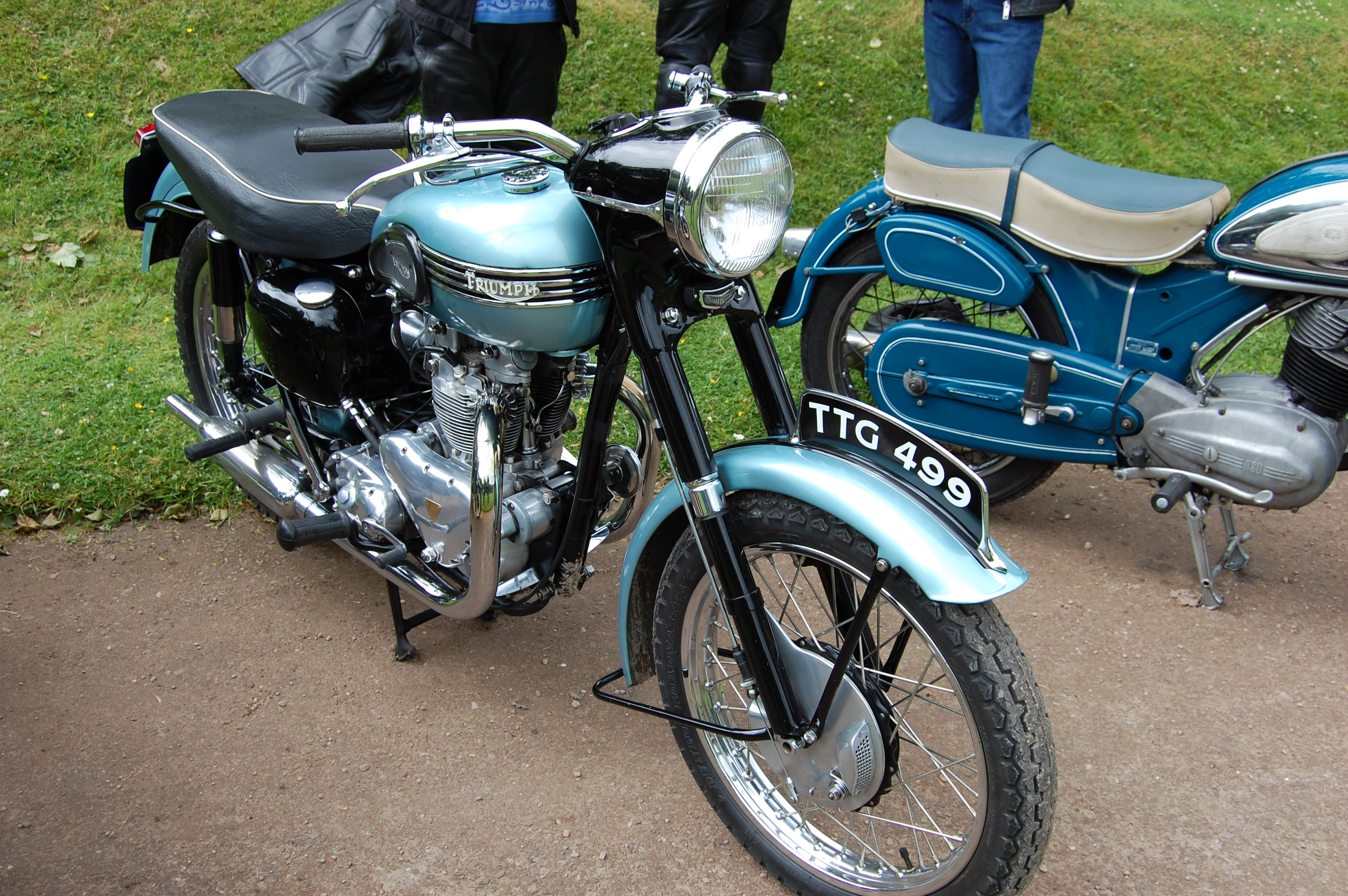
"Tiger 100" 500 cc - 1954

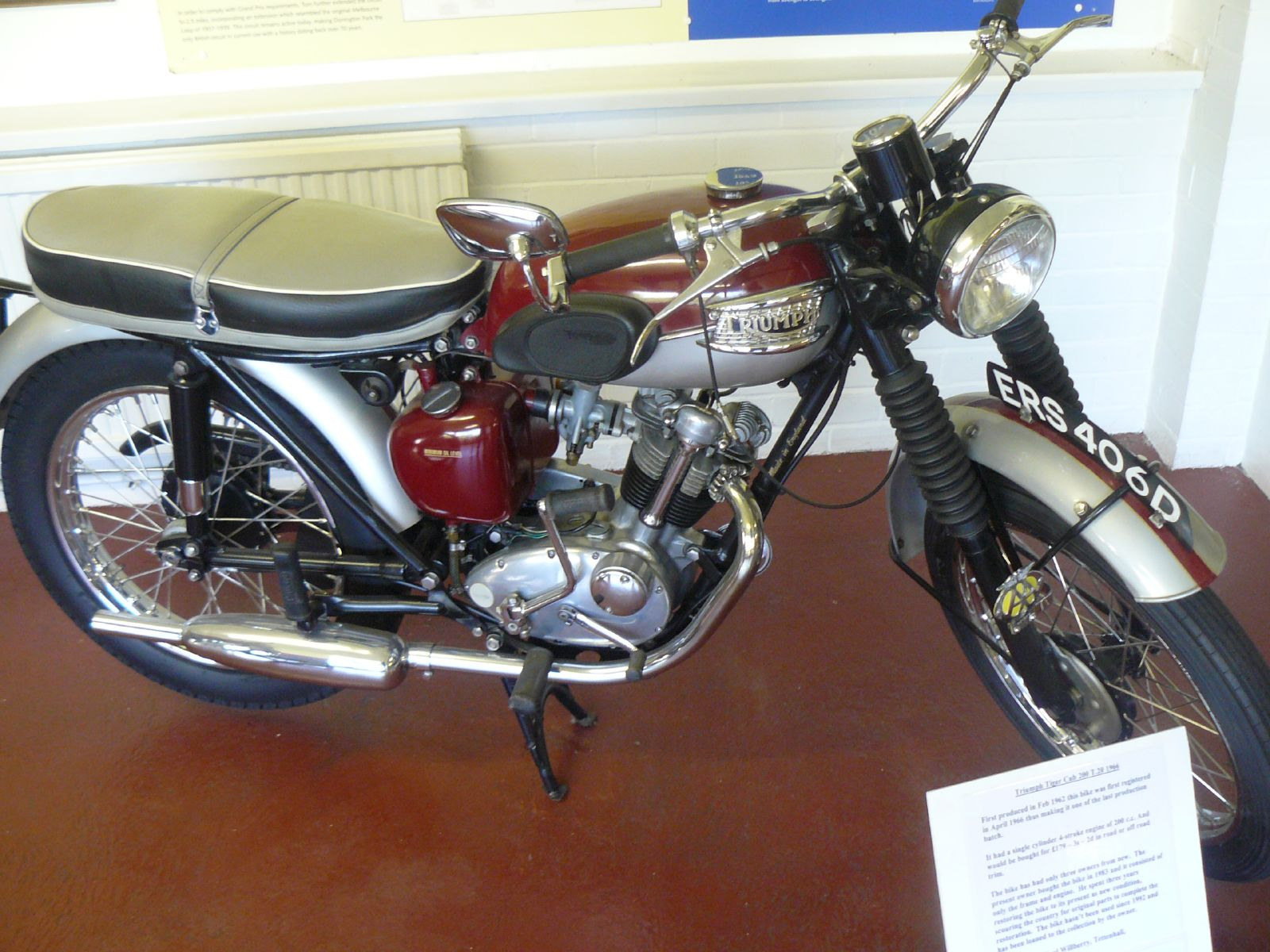
Tiger Cub (200 cc)

Triumph Motorcycles Ltd. es una empresa fabricante de motocicletas del Reino Unido, refundada en 1984 por John Bloor cuando compró los derechos e imagen de la marca Triumph Engineering Co Ltd, que atravesaba una grave crisis financiera.
Esta última empresa a su vez había sido creada en 1936, tras la venta del negocio de las dos ruedas por parte de la Triumph Motor Company de Coventry al fabricante de motocicletas Ariel Motorcycles.
Durante los 12 meses precedentes a junio de 2017, Triumph Motorcycles Ltd. vendió 63.400 motocicletas.

## Historia
Precedentes
La Primera Guerra Mundial fue el impulso definitivo para la compañía original, produciendo más de 30.000 unidades para el esfuerzo de guerra. En 1937 Ed Turner diseñó la Speed Twin, primera bicilíndrica de la marca, que marcaría el diseño de todos los futuros modelos hasta el cierre de 1983.
De este modelo se derivaron sucesivamente las "Tiger" seguidas de un número como 85, 100 o 110, en función de la velocidad máxima en millas por hora que eran capaces de alcanzar.
A raíz de un récord de velocidad alcanzado en el Lago Salado de Utah por John Allen en 1956 con un modelo de 650 cc, la marca lanzó su modelo más famoso, la "Bonneville" T 120 (ver la observación sobre la velocidad máxima). Su equivalente en 500 cc era la "Daytona" T100T.
Debido al auge y éxito de ventas de las motocicletas japonesas, así como a diversos problemas para mantener las fábricas abiertas que provocaron muchas huelgas e incluso la intervención del Gobierno Británico en forma de ayuda económica a lo largo de los años 1970, la empresa Triumph Engineering Co Ltd decidió echar el cierre en 1983. 
Refundación
Inmediatamente, el empresario John Bloor decidió comprar los derechos de la marca así como su imagen para refundar la compañía. De esta forma, en primer lugar se decidió reorganizar la forma de trabajo y juntar un nuevo equipo, utilizando todavía a muchos de los antiguos diseñadores de Triumph. Se realizaron visitas a Japón con el fin de conocer las plantas de montaje de sus competidores en ese país y adoptar ideas nuevas, así como la forma de trabajo, y equipar con maquinaria controlada por ordenador la nueva planta de la compañía de 40.000 m² en Hinckley, Leicestershire.
En 1985, Triumph se hizo con las nuevas herramientas industriales y comenzó a diseñar sus primeros prototipos, y hacia 1987, la compañía ya tenía completa su primera motocicleta.

## Modelos

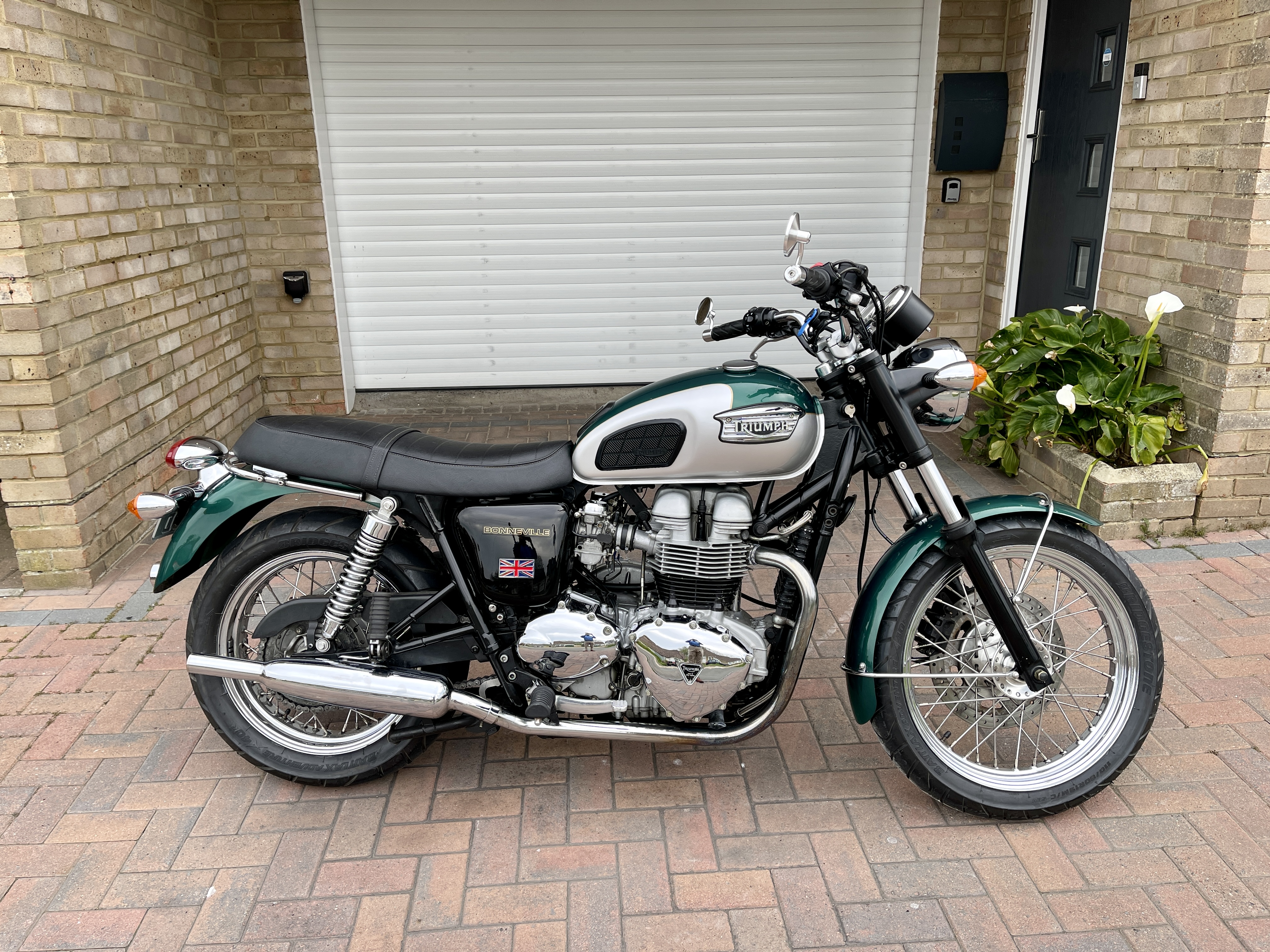
La cuarta Bonneville que salió de la línea de montaje en Hinckley (noviembre de 2000)

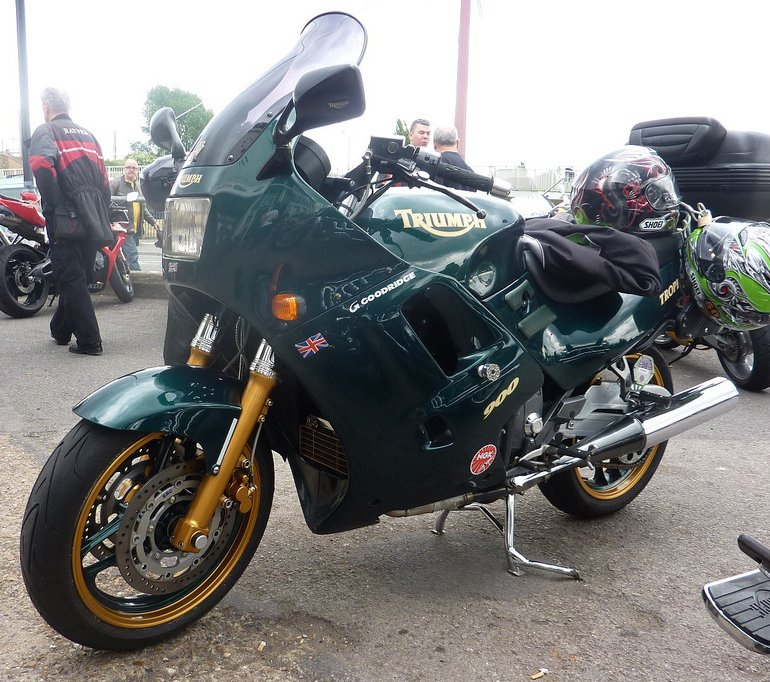
Triumph Trophy Tourer de mediados de los 90 con motor tricilíndrico de 900 cc. La pequeña bandera británica era entonces un elemento estándar en todas las Triumph, excepto en la Thunderbird.

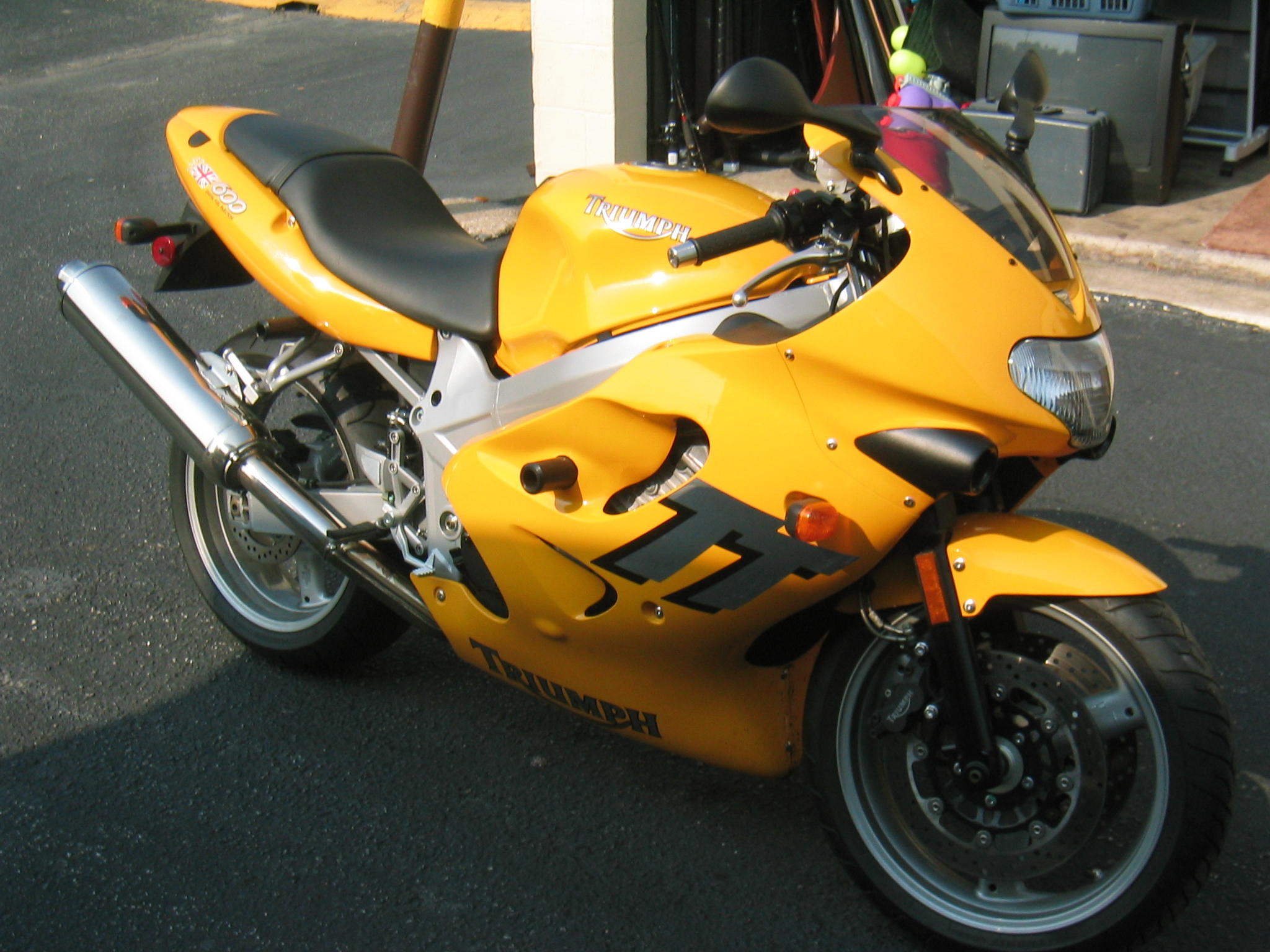
TT600

En septiembre de 1990, con motivo del Salón de la Motocicleta de Colonia, se lanzó una gama de nuevas motos tricilíndricas de 750 cc y 900 cc, así como motos de cuatro cilindros de 1000 cc y 1200 cc. Las motocicletas usaban nombres de modelos famosos de la época dorada de Meriden Triumph y se pusieron a disposición del público entre marzo (la Trophy 1200 fue la primera) y septiembre de 1991. Todas usaban un diseño modular de motor DOHC con refrigeración líquida en un bastidor principal de acero de gran diámetro común. El diseño modular pretendía garantizar la oferta de diversos modelos, manteniendo al mismo tiempo los costos de producción bajo control; una idea originalmente propuesta, con refrigeración por aire, a principios de la década de 1970 por Bert Hopwood, pero que no fue implementada por la entonces empresa BSA-Triumph.
Los primeros modelos, conocidos genéricamente como T300, utilizaban un diámetro de pistón común (76 mm) en una camisa de cilindro húmeda común. Las variaciones básicas del motor se lograron mediante el uso de dos especificaciones de carrera del pistón: 65 mm para crear una cilindrada individual de 300 cc y 55 mm para crear un cilindro individual de 250 cc. Se lanzaron dos modelos de 750 cc: las Daytona y la Trident 750 triples (3 x 250 cc). Hubo un modelo de 1000 cc: la Daytona 1000 de cuatro cilindros (4 x 250 cc). Dos modelos de 900 cc fueron las Trophy 900 y la Trident 900 triples (3 x 300 cc). La Trophy 1200 de cuatro cilindros era el modelo más grande (4 x 300 cc). Todos tenían una suavidad de marcha notable. Los modelos de tres cilindros estaban equipados con un eje de equilibrado contrarrotativo montado en la parte delantera del motor. Los modelos de cuatro cilindros se beneficiaban de dos ejes de equilibrado, únicos en la época, montados debajo del cigüeñal. Las pruebas de carretera contemporáneas señalaron la solidez y la suavidad del rendimiento como puntos positivos, pero el peso de las máquinas como negativo. Para las máquinas nuevas producidas por una empresa totalmente nueva, hubo notablemente pocos problemas iniciales. Estos consistieron en un interruptor de presión de aceite inestable y un problema más prolongado con el motor de arranque (o embrague de cuña). El acabado estético de las primeras máquinas era simple y poco robusto. Las revisiones de los cárteres de los modelos de tres cilindros en 1993, junto con la transición a la fundición a alta presión, redujeron considerablemente el peso del motor. Todas las operaciones de pintura y cromado se realizaron internamente en 1993, ya que la fábrica de Hinckley se benefició de una mayor inversión tras el éxito inicial de la gama. El resultado fue una calidad y durabilidad mejoradas del acabado, sumadas a la integridad de la ingeniería básica del motor y del chasis, para lograr una motocicleta duradera y robusta. 
La gama se revisó en gran medida en 1997 con el lanzamiento de la T500, seguida de una ligera moto deportiva de cuatro cilindros y 600 cc TT600. La 600 supuso un cambio radical en su diseño y al principio recibió una mala prensa: «Desagradable a bajas revoluciones debido a una respuesta del acelerador lenta e impredecible, con un estilo anónimo». A medida que aumentaban las ventas, los motores de cuatro cilindros se retiraron gradualmente de la gama y los motores bicilíndricos y triples en paralelo se convirtieron en el foco de marketing y desarrollo de la estrategia de Triumph. Triumph también decidió aprovechar la demanda de motocicletas retro con ingeniería moderna. La Triumph Thunderbird 900 explotó los rasgos estilísticos del legendario diseñador de las antiguas Triumph, Edward Turner, conservando el moderno motor tricilíndrico. Las versiones de 790 y 865 cc de la Triumph Bonneville y la Thruxton tienen un aspecto y un sonido originales, pero internamente cuentan con válvulas y ejes de contrapeso modernos.[cita requerida]
En su gama contemporánea, la Triple es el sello distintivo de Hinckley Triumph, llenando un nicho entre las bicilíndricas europeas y americanas y las máquinas japonesas de cuatro cilindros. La cruiser triple Rocket III de 2294 cm³ (140 plg³) se presentó en 2004. Los primeros 300 modelos Rocket III ya se habían vendido antes de su producción, y la lista de espera para las Rockets se prolongó hasta 2005.
El 21 de julio de 2008, Triumph celebró una Conferencia Global de Concesionarios donde se lanzaron los nuevos modelos para 2009, incluyendo el anuncio oficial de la Thunderbird bicilíndrica paralela.
La moto más vendida de Triumph es la Street Triple de 675 cc. En 2010, lanzaron las Triumph Tiger 800 y la Tiger 800 XC, motocicletas dual-sport, que utilizan un motor de 800 cc derivado de la Street Triple y están diseñadas para competir directamente con la BMW F800GS. En 2012, a la Tiger 800 se le unió la Triumph Tiger Explorer con eje de motor.

### Modelos

#### Adventure
- Tiger Sport 660
- Tiger 850 Sport
- Tiger 900 GT
- Tiger 900 Rally
- Tiger 1200 GT
- Tiger 1200 Rally[6]

#### Roadster
- Trident 660
- Street Triple
- Speed Triple

#### Sport Bike
- Daytona Moto2 765[7]

#### Classic

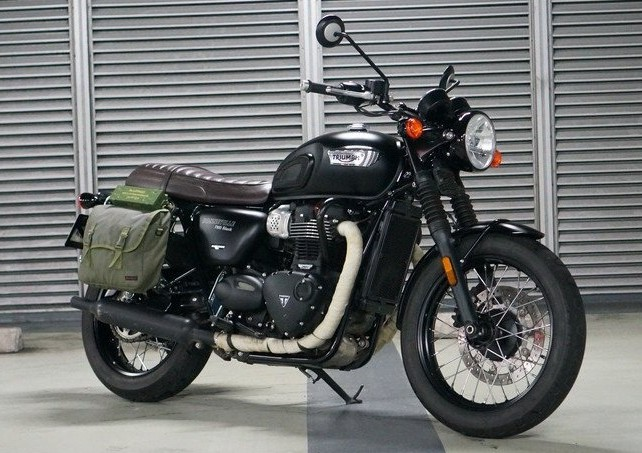
liquid cooled Triumph Bonneville T100 Black 2017

- Speed Twin 900
- Bonneville T100
- Scrambler 900
- Speed 400
- Speed T4
- Speed Twin 1200
- Bonneville T120
- Bonneville Bobber
- Bonneville Speedmaster
- Scrambler 400 X
- Scrambler 1200
- Thruxton RS[8]

#### Power Cruiser
- Triumph Rocket III 2004 to 2017
- Triumph Rocket 3 since 2019[9]

#### E-Bike
- Trekker[10]

### Triumph Factory Custom motorcycles
En diciembre de 2018, Triumph anunció el desarrollo de una nueva gama de motocicletas de edición limitada y altas prestaciones, denominada Triumph Factory Custom (TFC).  El primer modelo fue la Thruxton TFC, con una producción limitada a 750 unidades.  En mayo de 2019, se presentó el segundo modelo, la Rocket 3 TFC, en una feria de motocicletas en Shoreditch, Londres.  En noviembre de 2019, Triumph anunció un tercer modelo de TFC, la Bobber TFC, en el EICMA Motorcycle Show de Milán.

## Triumph en competiciones
Desde la temporada 2019 Triumph es el proveedor de motores para el Campeonato del Mundo FIM Moto2. Todos los equipos de Moto2 cambiaron de una unidad Honda CBR600 a un motor de triple cilindro de 765 cc suministrado por Triumph que se desarrolló originalmente a partir del motor Street Triple RS, pero con un ajuste de carrera adicional que crea al menos 138 CV de potencia máxima.

## Marketing, posicionamiento de productos y gestión de marca
En 1995, Triumph comenzó a vender directamente la gama de productos de ropa y accesorios "Triple Connection", en lugar de hacerlo bajo licencia. En el siglo XXI, Triumph comercializó líneas de ropa con patrocinios o imágenes de celebridades asociadas con la marca en el pasado, incluidos Bob Dylan y el fallecido Marlon Brando, Elvis Presley, James Dean y Steve McQueen. El nombre y la imagen de McQueen se utilizaron particularmente, como nombrar una edición especial de Bonneville en su honor.